# Jima (socken i Kina)
Jima (kinesiska: 吉玛, 吉玛乡) är en socken i Kina. Den ligger i den autonoma regionen Tibet, i den sydvästra delen av landet, omkring 660 kilometer väster om regionhuvudstaden Lhasa. Antalet invånare är 1 873. Befolkningen består av 960 kvinnor och 913 män. Barn under 15 år utgör 34 %, vuxna 15-64 år 59 %, och äldre över 65 år 5,0 %.
Genomsnittlig årsnederbörd är 494 millimeter. Den regnigaste månaden är juli, med i genomsnitt 108 mm nederbörd, och den torraste är april, med 15 mm nederbörd.